# Timenés
Os timenés ou temnes (também conhecidos como timnes e timmanee) são um povo da África Ocidental, o maior grupo étnico da Serra Leoa com aproximados 1,5 milhão de pessoa (⅓ da população), mas também estão na Guiné, onde habitam a porção norte do país na mata costeira e na floresta úmida adjacente. Etnicamente são colocados no grupo dos meles da família congo-cordofana. Sua tradição oral afirma que eram oriundos de Futa Jalom na Guiné, mas migraram à zona de Freetown (capital da Serra Leoa) antes da chegada portuguesa no final do século XV; hoje, a cidade de Freetown é sobretudo povoada por eles. Segundo registros de navegadores do começo do século XVI, as primeiras relações comerciais dos portugueses com os timenés envolvia a compra de arroz, cestos e esteiras de fibra de palmeira e itens esculpidos em marfim como colheres, garfos, facas e saleiros. Em muitos deles, os portugueses encomendavam que se esculpisse o brasão do reino ou motivos europeus, como animais de caça daquele continente.
Os timenés estão divididos em quatro subgrupos: sandas, ionis, colifas e cuniquês. Comerciantes muçulmanos levaram o islamismo aos timenés no século XVII e hoje aproximados 475 000 timenés são muçulmanos; os demais são católicos, protestantes ou poros. A religião poro é forte onde o islamismo é fraco e os valores dessa crença enfatizam sua cultura e religião tradicional; há disputa entre os adeptos dessa crença e os muçulmanos. 80 ou 90% deles são fazendeiros que cultivam arroz, mas se cultiva de milhete e mandioca; para fins comerciais, produzem amendoim, produtos de óleo de palma, tabaco, gengibre e noz-de-cola. Dentre o restante dos timenés há aqueles que trabalham na mineração, serralherias, fábricas e outras ocupações urbanas. Sua estrutura social é baseada em clãs patrilineares e a poliginia é comum. Durante o período colonial, eram divididos em 44 chefaturas que eram designadas como distritos administrativos e hoje compõem a província do Norte na Serra Leoa. Desde a independência da Serra Leoa em 1961, os timenés desempenham importante papel na política, especialmente no Partido Popular da Serra Leoa e no Congresso de Todo o Povo.
Um estilo musical vinculado aos timenés é o bubu.